# Franciszek Emmenegger
Franciszek Emmenegger, właśc. Felix Emmenegger (ur. 2 sierpnia 1898 Schmitten, Szwajcaria, zm. 1 stycznia 1975 Fryburg, Szwajcaria) – szwajcarski duchowny katolicki, przełożony generalny salwatorianów.
Po święceniach kapłańskich 29 czerwca 1922 w Pasawie udał się do Steinfeldu, gdzie był nauczycielem, a następnie przełożonym wspólnoty 1932-39. Wkrótce został przełożonym komisariatu szwajcarskiego, a VII. Kapituła Generalna w 1947 wybrała go przełożonym generalnym. Zmarł 1 stycznia 1975 we Fryburgu, został pochowany na cmentarzu w Montet, Szwajcaria.